# Rue Alex Bouvy
La rue Alex Bouvy est une rue de Liège (Belgique) située au nord du quartier d'Outremeuse.

## Odonymie
La rue rend hommage à Alex Bouvy (1851-1923), conseiller communal, propriétaire et directeur de tannerie qui fit construire sa résidence (la maison Bouvy) à l'angle de la rue et du quai Godefroid Kurth (voir Architecture).

## Situation et description
Cette rue plate et rectiligne relie le quai Godefroid Kurth sur la rive droite de la Meuse au boulevard de la Constitution, mesure approximativement 156 mètres et compte une quarantaine d'immeubles d'habitation. Elle applique un sens unique de circulation automobile du boulevard de la Constitution vers le quai Godefroid Kurth. Elle se situe dans la partie nord d'Outremeuse, sur l'ancienne île Dos-Fanchon.

## Architecture
La maison Bouvy est un imposant immeuble d'angle comptant trois travées et la porte d'entrée donnant sur la rue Alex Bouvy et quatre travées sur le quai Godefroid Kurth. De style néo-classique, elle a été construite à la fin du XIXe siècle (entre 1875 et 1899).
Plusieurs immeubles se situant du côté pair, entre les numéros 2/B et 34, sont représentatifs de l'architecture de l'entre-deux-guerres (principalement l'Art déco). En outre, on peut épingler les façades des nos 6 et 32 et les portes d'entrée des nos 12, 14 et 18. 

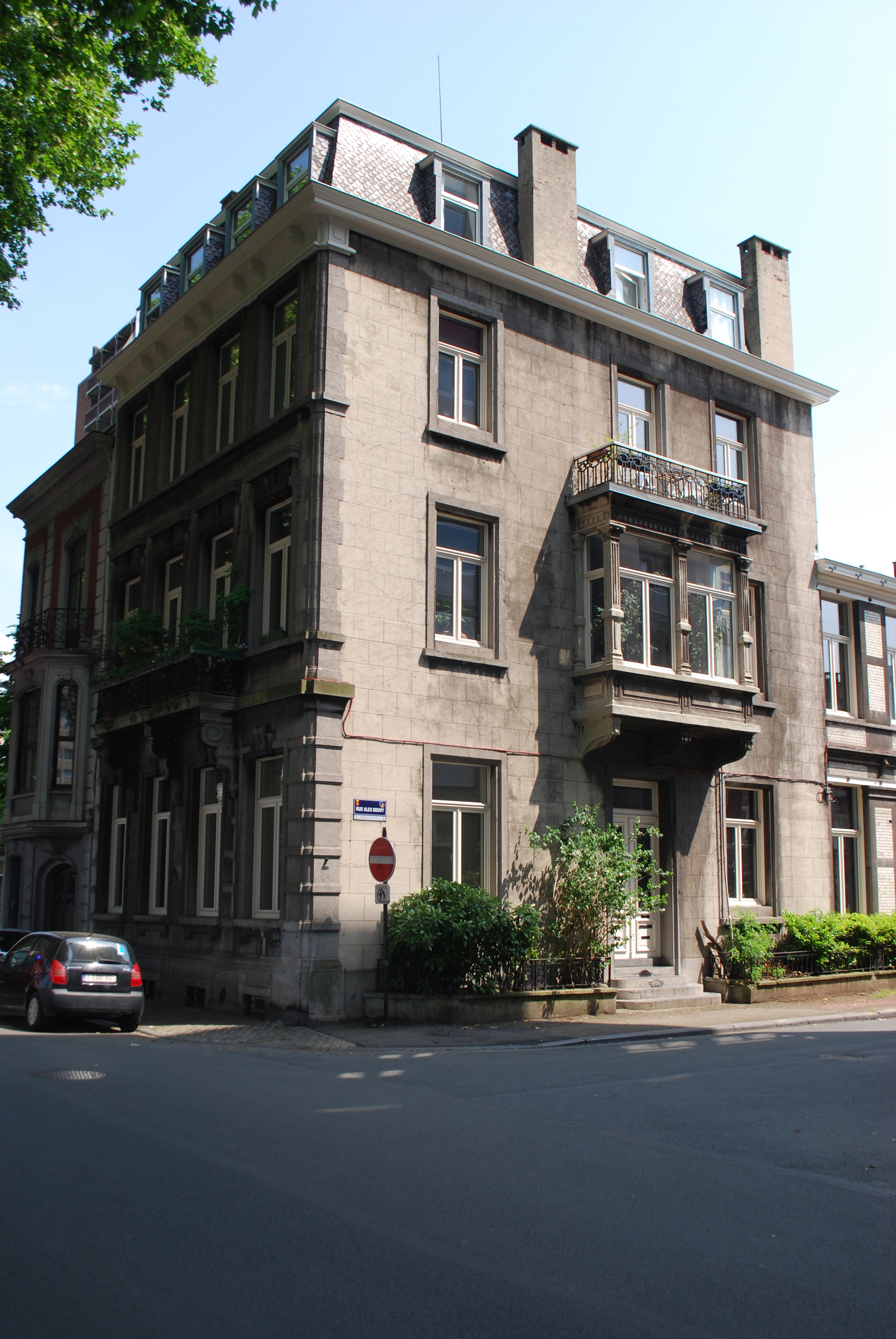
La maison Bouvy

### Lien externe

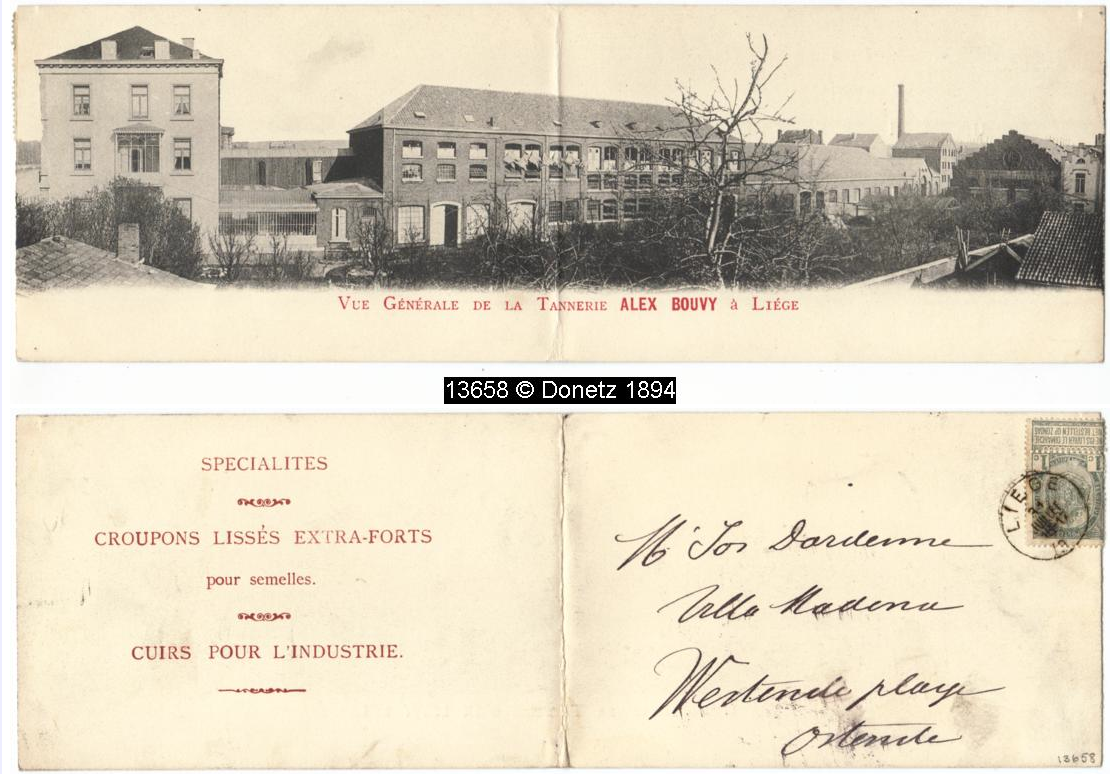
Tannerie Alex Bouvy Liège 1894

## Voies adjacentes
- Quai Godefroid Kurth
- Boulevard de la Constitution